# Konstantin III. (uzurpátor)

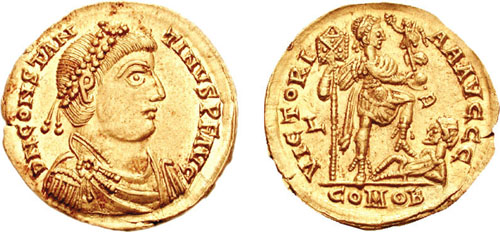
Konstantinova mince

Flavius Claudius Constantinus († srpen nebo září 411), někdy označovaný jako Konstantin III., byl západořímský uzurpátor, jehož v roce 407 provolalo vojsko v Británii. Nedlouho poté opanoval Galii, drancovanou barbary, a v roce 409 dosáhl uznání ze strany legitimního císaře Honoria. Během dalších dvou let se jeho moc vlivem vojenských porážek zhroutila, načež byl zajat a popraven.

## Život

### Invaze do Galie, uzurpace v Británii
31. prosince 406, podle některých současných badatelů o rok dříve, překročila ohromná masa Alanů, Vandalů a Svébů řeku Rýn poblíž Mogontiaka (dnešní Mohuč) a téměř bez odporu pronikla do římské Galie. Útočníci zdevastovali rozsáhlé oblasti a po třech letech pustošení galských provincií zamířili k Pyrenejím. V důsledku tohoto vpádu došlo k úplnému kolapsu obrany rýnské hranice říše.
V Británii, vystavené sílícímu tlaku barbarů, vzrůstala na počátku 5. století nespokojenost místních civilních a vojenských kruhů způsobená lhostejností císařské vlády k poměrům na ostrově a opakovaným stahováním vojenských oddílů do Itálie. Patrně na podzim 406 se posádka v Británii vzbouřila proti Honoriovi a prohlásila za císaře nejprve Marka a po něm Gratiana. Oba byli záhy sesazeni a usmrceni. V roce 407 revoltující armáda zvolila císařem Konstantina. Podle Orosia tento níže postavený voják využil nadějí vkládaných do něho kvůli jeho slavnému jménu, aniž by oplýval schopnostmi pro zastávání takového postu. Naopak Prokopios z Kaisareie se o něm zmiňuje jako o „muži dosti známém“. Konstantin shromáždil vše, co ještě zbývalo z britského polního vojska, a s těmito silami se na jaře 407 přeplavil do galského přístavu Bononia (Boulogne).
Honoriův generál Stilicho, faktický vládce západořímské říše, nebyl schopen zasáhnout v Galii, jíž zmítala anarchie vyvolaná útoky Alanů, Vandalů a Svébů. Konstantin se krátce po překročení Lamanšského průlivu střetl s drancujícími barbary a dosáhl nad nimi menších úspěchů, přesto je ale zcela nezničil. Současně uzavřel smlouvy s germánskými kmenovými svazy Alamanů, Franků a Burgundů, čímž do určité míry stabilizoval situaci na Rýně a posílil svoji pozici. Těmito opatřeními si zajistil podporu většiny galských provincií a také zde umístěných vojenských útvarů. Velením své branné moci pověřil generály Justiniana a Nebiogasta. Stilicho mezitím vyslal proti Konstantinovi do Galie vojsko, v jehož čele stál Gót Sarus. Tomu se podařilo porazit a zabít Justiniana a následně oblehnout město Valentia (Valence). V průběhu jeho dobývání Sarus vylákal Nebiogasta pod falešnou záminkou vyjednávání a úkladně ho zavraždil. Blížící se Konstantinovi velitelé Edobech a Gerontius donutili Sara koncem roku 407 k ústupu do Itálie. Svoji kořist při tom musel rozdat bagaudům, aby si od nich vymohl volný průchod Alpami. Do Konstantinových rukou padla jižní Galie, načež uzurpátor zabezpečil dostatečnými oddíly průsmyky oddělující tuto zemi od Itálie. Za svoji rezidenci si vybral město Arelate (Arles).

### Honoriův spolucísař
Konstantin měl dva syny, Constanta a Juliana, z nichž prvního povýšil do hodnosti caesara a druhého obdařil titulem nobilissimus. V Hispánii, kam již dříve vyslal své úředníky, proti němu povstali Honoriovi příbuzní, kteří sebrali vlastní vojsko. Konstantin se obával, že bude sevřen mezi ně a Honoria v Itálii, a poslal na Pyrenejský poloostrov svého syna Constanta doprovázeného generálem Gerontiem. Ti po několika počátečních nezdarech zdolali odboj císařových příbuzných a dva z nich, Didyma a Vereniana zadrželi. Jejich bratři Theodosiolus a Lagodius uprchli do Itálie a na Východ. Constans pak dopravil zajatce ke svému otci v Arelate, kde zahynuli na popravišti. Zhruba v téže době pominula italská hrozba, když Stilicho padl za oběť převratu, čehož využili Vizigóti, vedení Alarichem, a přitáhli v závěru roku 408 k Římu. V roce 409 se Konstantin pokusil o vstřícné gesto vůči Honoriovi, jemuž nabídl svoji účast v boji s Alarichem. Honorius se nacházel ve velice tísnivé pozici a neměl dosud zprávy o smrti svých příbuzných, a proto akceptoval Konstantina za svého spolucísaře.
Žoldnéři ponechaní v Hispánii ke střežení přechodů přes Pyreneje, jimiž Constans nahradil místní vojáky, se věnovali spíše loupení okolních území. Jejich nedbalost umožnila hordám Alanů, Vandalů a Svébů, aby na podzim roku 409 vtrhly z Galie do hispánských provincií. Konstantin nato učinil Constanta augustem a vyslal ho do Hispánie. Generál Gerontius, jehož chtěl Constans nahradit jiným velitelem, se mezitím vzbouřil proti Konstantinovi, sjednal mír s barbary a prohlásil za císaře svého syna Maxima. Samotný Konstantin vstoupil počátkem roku 410 do severní Itálie, údajně aby Honoriovi pomohl proti Alarichovi. Honorius, nedůvěřující jeho záměrům, vzápětí popravil svého generála jezdectva (magister equitum) Allobicha, neboť ho podezříval, že ve spojení s uzurpátorem osnuje spiknutí. Jakmile se Konstantin dozvěděl o Allobichově popravě, odebral se zpět do Arelate, třebaže nelze vyloučit, že ho ke stažení přiměla porážka od Alaricha. Někdy v této době odpadla od Konstantina Británie a oblasti v severní Galii, včetně Armoriky. Zhroucení římské provinciální správy v Británii po uzurpátorově odchodu z ostrova v roce 407 brzy následoval rychlý rozklad politické autority.

### Porážka a smrt
Konstantinův syn Constans utrpěl porážku v bitvě s Gerontiem a ustoupil do Galie. Gerontius stíhal Constanta do města Vienne, kde ho v roce 411 přemohl a zabil. Vítězný vojevůdce se potom vydal k Arelate, v němž v květnu téhož roku oblehl Konstantina. Z Itálie se zatím vypravilo Honoriovo vojsko vedené generálem Constantiem a gótským důstojníkem Ulfilou, po jejichž příchodu k Arelate přešli Gerontiovi muži na stranu legitimního císaře. Gerontius následně uprchl zpět do Hispánie a během vzpoury vlastních vojáků zahynul. Constantius pokračoval v obléhání města, v čemž se mu snažil zabránit Konstantinův franský velitel Edobech, který přitáhl od Rýna s četnými barbarskými spojenci. Constantius a Ulfila nicméně odrazili Edobechův pokus o vyproštění Konstantina z obklíčení. Vzhledem k bezvýchodnosti svého postavení se uzurpátor rozhodl odložit odznaky císařské moci, odebral se do kostela a nechal se vysvětit na kněze. Poté, co Arelate otevřelo brány obléhatelům, Constantius uvěznil Konstantina a jeho syna Juliana a dopravil je do Itálie. Konstantin sice obdržel příslib, že jeho život bude ušetřen, přesto mu v nevelké vzdálenosti od Ravenny na Honoriův rozkaz setnuli hlavu.

## Legenda
Konstantin III. je zmiňován jako jeden z mytických britanských králů ve velšských kronikách a v díle Historia Regum Britanniae od Geoffreyho z Monmouthu. Podle Geoffreyho líčení zachvátily Británii po smrti krále Graciana vnitřní zmatky, a lid proto žádal o pomoc své příbuzné v Bretani. Tehdejší bretaňský král si nepřál vládnout Británii a místo sebe tam poslal svého bratra Konstantina. Zemí zmítaly vpády Skotů, Piktů, Norů, Dánů a jiných národů. Útočníci obsadili celou Kaledonii až po Hadriánův val a povzbuzeni odchodem Římanů začali pustošit ostrov. Konstantin shromáždil všechny zbývající muže a střetl se s nepřáteli, nad nimiž dosáhl vítězství. Britanové ho pak slavnostně korunovali za krále a oženili ho s jistou dámou, pocházející z urozené římské rodiny. Společně měli tři syny, Constanta, Ambrosia Aureliana a Uthera Pendragona. Konstantin panoval deset let, než ho ubodal jakýsi Pikt, působící v jeho službách.